# باینهاوزن
باینهاوزن (به آلمانی: Beinhausen) یک شهر در آلمان است که در فولکانایفل واقع شده‌است. باینهاوزن ۷۸ نفر جمعیت دارد.